# 바이킹 (놀이기구)

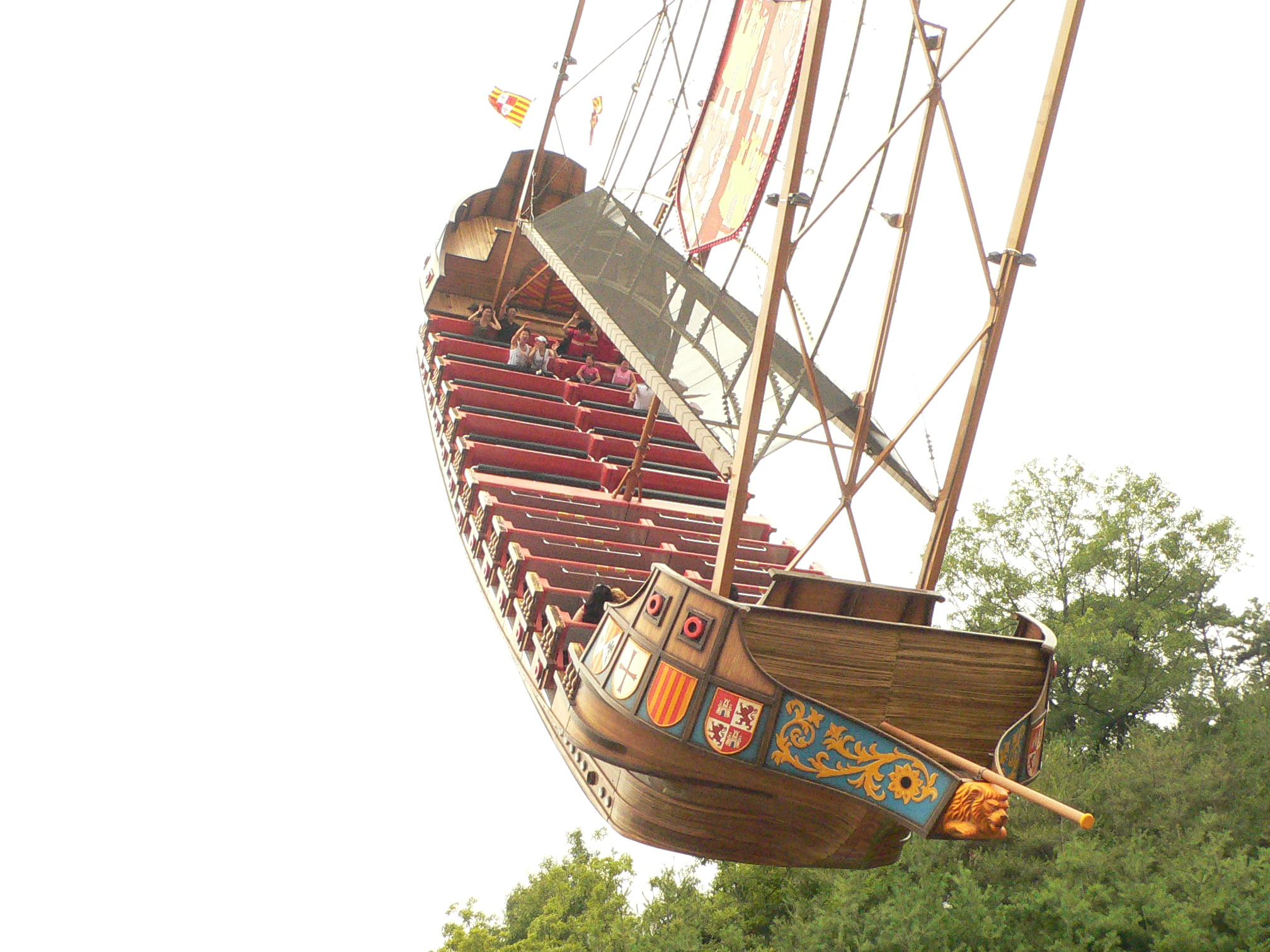
에버랜드의 바이킹 (콜럼버스 대탐험)

바이킹(영어: Viking)은 놀이기구의 일종이다(문화어 : 배그네). 영어권에서는 파이럿 십(영어: pirate ship → 해적선)이라고 부른다.